# Гравелит

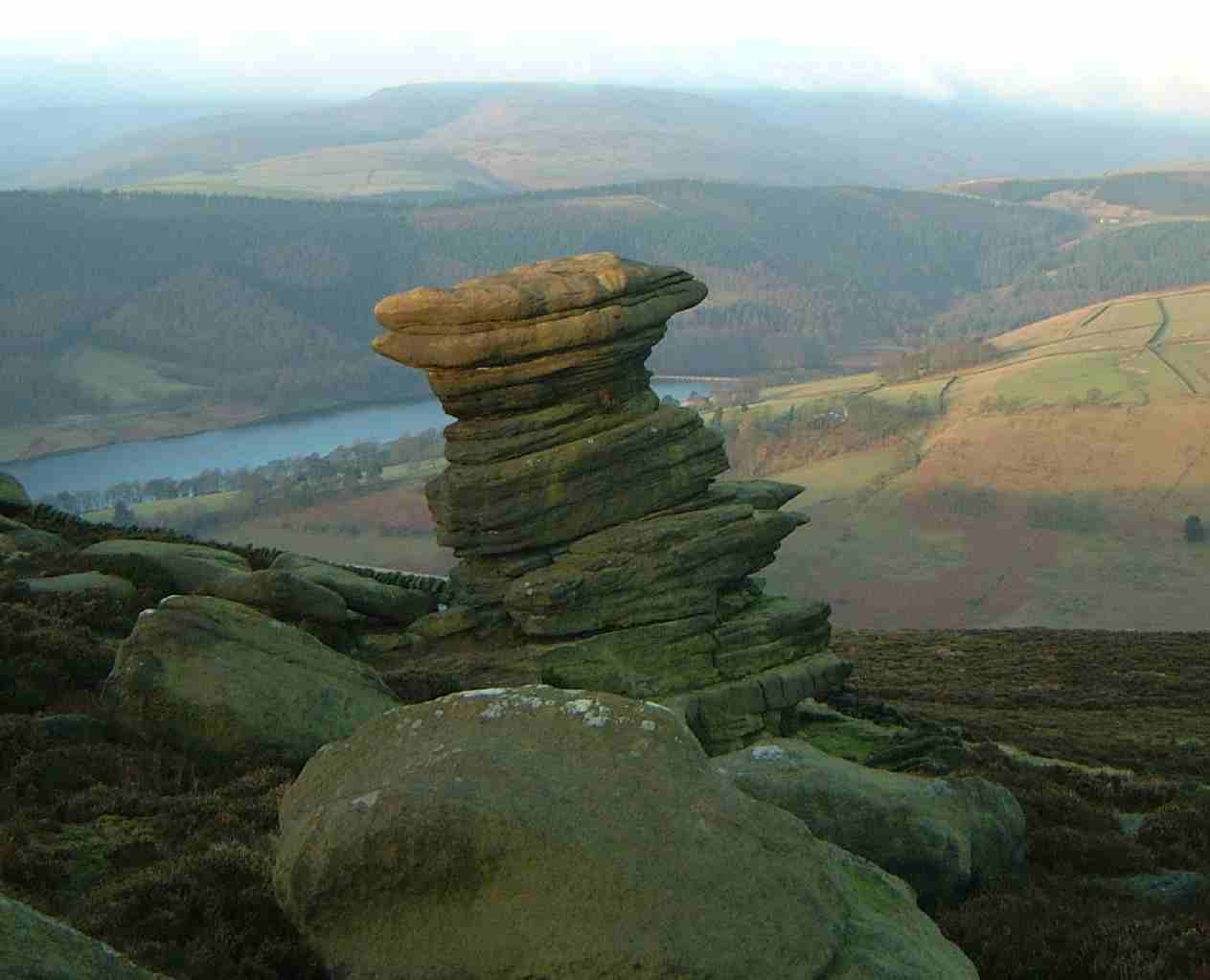
Пример гравелита.

Гравелит — обломочная горная порода, сцементированный гравий, обладающий строением (текстурами), присущим песчаным породам — с примесью более мелкого материала: алеврита и песка. Гравелиты широко распространены среди осадочных образований. Их наличие свидетельствует об интенсивном размыве более древних толщ и указывает на близость мелководья, суши или поднятий (положительных форм рельефа дна бассейна).